# Aske Mørkeberg Sørensen
Aske Mørkeberg Sørensen (* 20. April 1993) ist ein dänischer Volleyballspieler.

## Karriere
Mørkeberg Sørensen spielte bis 2013 in der dänischen Liga bei Gentofte Volley. Im gleichen Jahr nahm er mit der dänischen Nationalmannschaft an der Europameisterschaft im eigenen Land teil, bei der die Dänen die erste Runde überstanden und dann im Playoff-Spiel ausschieden. 2013/14 spielte der Mittelblocker beim deutschen Bundesligisten Chemie Volley Mitteldeutschland. Anschließend kehret er zu Gentofte Volley zurück.